# Roger Hallam

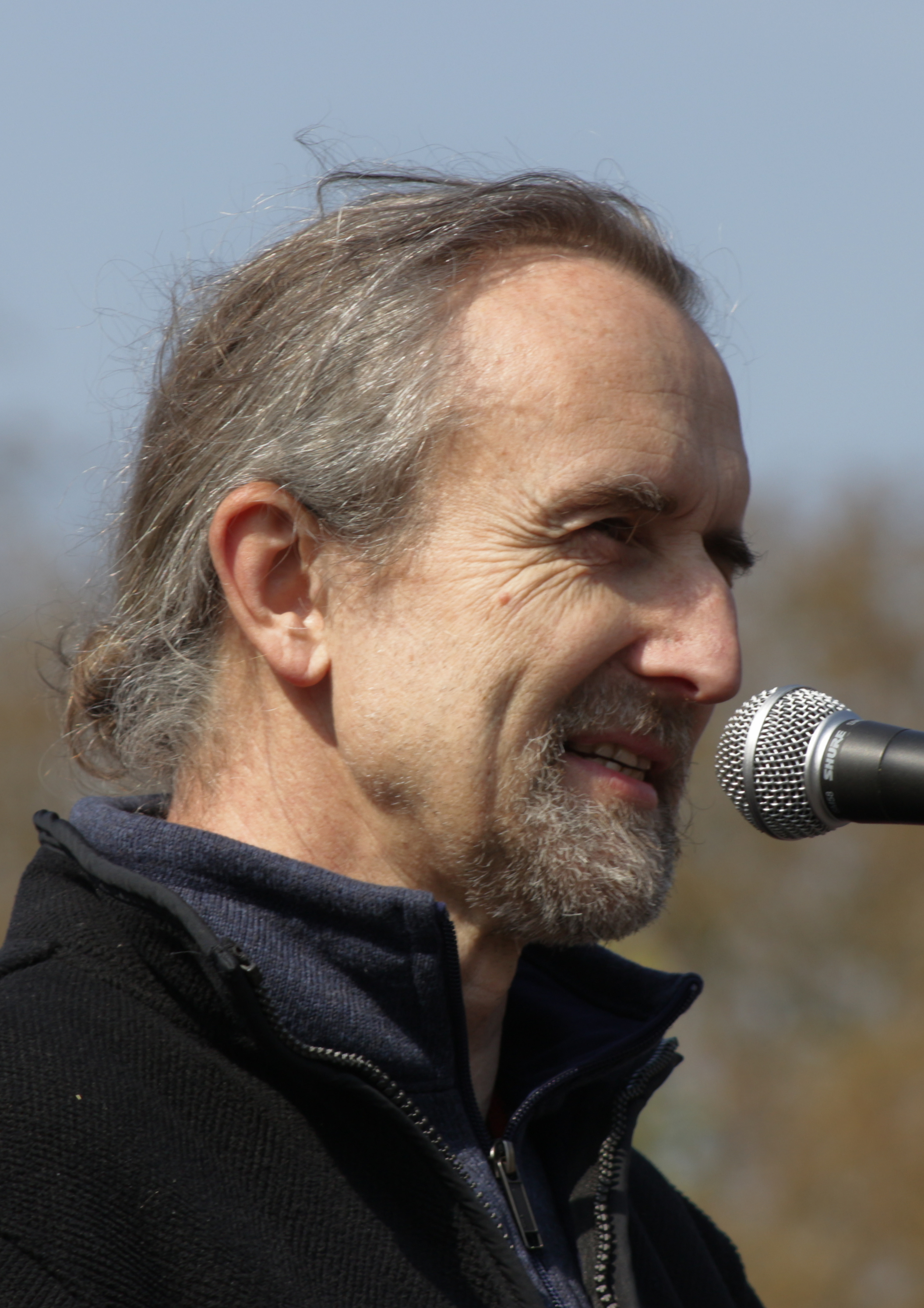
Roger Hallam im April 2019

Roger Hallam (geboren im Mai 1966) ist ein britischer Umweltaktivist. Er ist Mitgründer der Klimabewegungen Extinction Rebellion und Just Stop Oil sowie ein rechtskräftig verurteilter Straftäter. 

## Leben
Hallam betätigte sich als Landwirt in Wales, sah sich jedoch nach eigener Aussage aufgrund von Extremwetterereignissen gezwungen, seinen Biohof aufzugeben. In der ersten Jahreshälfte 2019 war er mit einer Doktorarbeit am King’s College London zum Thema ziviler Ungehorsam beschäftigt.
Hallam war im Herbst 2018 Mitgründer von Extinction Rebellion, was er wie folgt begründete: „Wir haben die Wahl: Entweder wir geben uns dem Tod hin, oder wir rebellieren, um die politischen Eliten dazu zu bringen, unser aller Überlebenschancen zu maximieren.“ Am 12. September 2019 wurde er im Zusammenhang mit der geplanten Aktion „Heathrow Pause“ zur Stilllegung des Londoner Flughafens, die am Folgetag beginnen sollte, vor einem Café in London festgenommen. Mit mehreren „Piloten“ wollten die Aktivisten in der Nähe der Landebahnen Drohnen aufsteigen lassen, damit der Flugverkehr unterbrochen werden muss.
Hallam erklärte: „Ich bin bereit ins Gefängnis zu gehen. Wir stehen vor der größten Katastrophe in der Menschheitsgeschichte. Andere Protestformen haben es in den vergangenen 30 Jahren nicht vermocht, das aufzuhalten. Deswegen brauchen wir massenhaften zivilen Ungehorsam.“
Im November 2022 verbüßte Hallam wegen Verschwörung zur Störung der öffentlichen Ordnung eine einmonatige Gefängnisstrafe. Er hatte zusammen mit anderen Aktivisten der Vereinigung Just Stop Oil die Autobahn M25 blockiert. Im Juli 2024 wurde Hallam wegen der Planung einer Blockade der M25 zu fünf Jahren Haft, vier weitere Mitstreiter zu je vier Jahren, verurteilt. Ein Mitschnitt der entsprechenden Videokonferenz war zuvor durch Mitarbeiter der Boulevardzeitung The Sun an Behörden weitergegeben worden.
Hallam gilt als Ideengeber der deutschen Gruppe Letzte Generation. Sowohl Extinction Rebellion als auch die von Hallam mitorganisierte britische Kampagne Insulate Britain waren Vorläufer und Inspirationsquellen der Letzten Generation. Im April 2022 setzte Hallam zusammen mit Aktivisten weiterer europäischer Länder das internationale A22-Netzwerk auf.

## Holocaustrelativierung
Am 20. November 2019 erschienen Auszüge aus einem Interview mit Hallam in der Zeit, in dem er den Holocaust relativierte und dessen Singularität bestritt. Hallam sagte, dass es Genozide in den letzten 500 Jahren der Menschheitsgeschichte immer wieder gegeben habe, bezeichnete sie als „fast normales Ereignis“ und verwies unter anderem auf die Kongogreuel und Völkermorde in China. Kurz nach Veröffentlichung des Interviews distanzierten sich Extinction Rebellion Deutschland sowie mehrere deutsche Ortsgruppen auf Twitter öffentlich von Hallam. Anschließend berichtete Die Zeit, dass der Ullstein Buchverlag die Auslieferung seines Buchs „Common Sense“ mit sofortiger Wirkung einstellt.